# 산스크리트 문학
산스크리트 문학은 인도의 문학 중 한 분류를 일컫는 낱말이다.
광의로는 고대의 베다 문학을 위시하여 《라마야나》와 《마하바라타》의 2대 서사시(敍事詩), 고전 산스크리트 문학을 포함하며, 또한 순문학(純文學) 작품 외에 철학 · 종교 · 문전(文典) · 수사(修辭) · 운율(韻律) · 사전, 또는 법제 · 경제 · 미술 · 음악 · 천문 · 수학 · 의학 · 성애(性愛) 등 전문적 문헌도 포함된다. 이러한 문헌도 대부분 운문(韻文)으로 서술되어 문학적 가치를 구비하고 있기 때문이다. 불교나 자이나교의 문학은 초기에는 여러 가지 프라크리트어를 사용하였으나 후에는 산스크리트어도 병용하였으므로 이것도 포함되며, 따라서 그 범위는 넓고 또한 장기에 걸친 것이었다.
협의(狹義)의 산스크리트 문학은 고전 산스크리트 문학, 즉 고전 산스크리트어로 된 문학만을 말하며 이러한 작품을 총칭하여 카비야(Kāvya)라 부르고, 시론 · 수사학의 발달에 따라 극도의 수사적 기교에 의해 문장을 꾸미는 것이 특징이다.

## 같이 보기
- 불경
- 인도 문학
- 산스크리트어
- 산스크리트어 위키백과

## 참고 문헌
- 이 문서에는 다음커뮤니케이션(현 카카오)에서 GFDL 또는 CC-SA 라이선스로 배포한 글로벌 세계대백과사전의 "언어I·한국문학·논술 > 아시아 문학 > 인도 문학 > 산스크리트 문학 > 산스크리트 문학" 항목을 기초로 작성된 글이 포함되어 있습니다.